# کاپیتزونه
کاپیتزونه (به ایتالیایی: Capizzone) یک کومونه در ایتالیا است که در استان برگامو واقع شده‌است. کاپیتزونه ۴٫۶ کیلومتر مربع مساحت و ۱٬۳۴۷ نفر جمعیت دارد و ۴۵۴ متر بالاتر از سطح دریا واقع شده‌است.